# Блокеры
«Блокеры» — сингл российского рэп-исполнителя Эльдара Джарахова, выпущенный 27 апреля 2017 года.

## Список композиций
| №  | Название  | Автор(ы)                         | Продюсер | Длительность |
| -- | --------- | -------------------------------- | -------- | ------------ |
| 1. | «Блокеры» | Эльдар Джарахов Rickey F XWinner | XWinner  | 3:00         |

## Видеоклип
В музыкальном видео приняли участие такие блогеры как Ивангай, Макс +100500, Юрий Хованский, CMH, группа «Хлеб», Ник Черников, Инна и Яна Ткачук, Фёдор Комикс (англ. Fedor Comix), Video Town, Элджин, Рэнделл, Дарья Black Milk, Ресторатор, Big Russian Boss и Young P&H.
В клипе пародируются такие популярные клипы как «Тает лёд» группы «Грибы», «Black Siemens» Pharaoh, «Притон» Скриптонита, «Город под подошвой» Oxxxymiron и «Сочиняй мечты» группы «Каста».

## Награды и номинации
| Год  | Премия  | Категория, работа | Результат |
| ---- | ------- | ----------------- | --------- |
| 2017 | Видфест | Лайк за песню     | Победа    |